# Salomón Cohen Levy
Salomón Cohén Levy (Jerusalén, 28 de mayo de 1927-Caracas, 24 de junio de 2018) fue un ingeniero civil y empresario venezolano, conocido por ser el dueño y fundador de la cadena comercial Sambil.

## Biografía
Sus padres fueron Ezra Sión Cohen y Simja Levy. Nació en Jerusalén, en el seno de una familia judía sefardí proveniente del Marruecos español, y llegó a la ciudad de Caracas a los tres años, cuando su padre buscaba un futuro en Sudamérica. Estudió en el Liceo Andrés Bello, y en 1951 se graduó de ingeniero civil en la Universidad Central de Venezuela. Ejerció su profesión de ingeniero en el Ministerio de Obras Públicas del régimen de Marcos Pérez Jiménez, en el año 1953 dejó ese cargo al ser designado gerente en el Banco Obrero. Fue miembro de la Confederación de Asociaciones Israelitas de Venezuela.

### Actividad empresarial e inversiones
En 1958 funda la Constructora Sambil, siendo un próspero empresario de la construcción. Su primera gran obra independiente fue el Centro Comercial Lido en el sector El Rosal de Caracas, la cual con una mezcla de usos de oficinas y hotel dio inicio a la cadena Lidotel. En 1998 se ramifica a un nuevo negocio inmobiliario en auge, la construcción y administración de centros comerciales, inaugurando así el Centro Sambil ubicado en Chacao, que posteriormente se ampliaría en nuevos centros de la cadena en otras ciudades de Venezuela como Maracaibo, Valencia, Barquisimeto, San Cristóbal y Margarita; y también Santo Domingo en la República Dominicana.
En 2012 su compañía adquirió el centro comercial Avenida M-40 en Madrid, España. Avenida M-40 cerró sus puertas en el año 2010 a causa de los efectos de la crisis económica de 2008, En 2013 se afianza su alianza con la Constructora Welman Heinz, también participa el Consorcio International Business CO, logrando la inyección requerida a tan grande proyecto, Sambil renovó el centro con una inversión de 59 millones de euros y fue reinaugurado el viernes 24 de marzo de 2017, a las afueras del barrio de la Fortuna de Leganés. Sambil Oulet, es el centro comercial de su tipo más grande en España. Al acto de inauguración acudieron, junto a la directiva del Grupo Sambil, importantes figuras del Gobierno autonómico como el viceconsejero de Economía e Innovación de la Comunidad, Javier Ruiz; la directora general de Comercio y Consumo María José Pérez-Cejuela además del alcalde de Leganés, Santiago Llorente. Asimismo, aseguraron que durante hoy prestará servicio el 85 % de los 43 500 metros cuadrados de superficie comercial. Más de la mitad de este espacio (51 %) estará destinado a tiendas de moda, una tercera parte (35 %) a locales de ocio y restauración, un 9 % a tiendas de alimentación y el 5 % restante a otro tipo de servicios. Sambil Outlet, cuyo aparcamiento dispondrá de 2400 plazas, ha confirmado la presencia en sus instalaciones de importantes marcas como El Corte Inglés, Simply, Jack&Jones, For&From (Inditex), Fifty Factory (Cortefiel), Foster's Hollywood, Burger King o Cines Odeón.
Tras su fallecimiento ocurrido el 24 de junio de 2018, todos los centros comerciales Sambil del país cerraron sus puertas por tres días en señal de duelo.